# Vlasenica (regio)
Vlasenica is een van de zeven regio's van de Servische Republiek in Bosnië en Herzegovina, vernoemd naar de plaats Vlasenica, al is het bestuurscentrum de stad Zvornik. De regio ligt in het oosten van het land.